# Anthurium johnmackii
Anthurium johnmackii är en kallaväxtart som beskrevs av Thomas Bernard Croat och Oberle. Anthurium johnmackii ingår i släktet Anthurium och familjen kallaväxter. Inga underarter finns listade.